# Issam Ben Khémis
Issam Ben Khémis (Parigi, 10 gennaio 1996) è un calciatore tunisino con cittadinanza francese, centrocampista dell'Épinal.

## Caratteristiche tecniche
È un centrocampista centrale.

## Carriera
Il 9 ottobre 2016 ha esordito con la nazionale tunisina disputando il match di qualificazione per i Mondiali 2018 vinto 2-0 contro la Guinea.

## Statistiche

### Cronologia presenze e reti in nazionale
| Cronologia completa delle presenze e delle reti in nazionale ― Tunisia | Cronologia completa delle presenze e delle reti in nazionale ― Tunisia | Cronologia completa delle presenze e delle reti in nazionale ― Tunisia | Cronologia completa delle presenze e delle reti in nazionale ― Tunisia | Cronologia completa delle presenze e delle reti in nazionale ― Tunisia | Cronologia completa delle presenze e delle reti in nazionale ― Tunisia | Cronologia completa delle presenze e delle reti in nazionale ― Tunisia | Cronologia completa delle presenze e delle reti in nazionale ― Tunisia |
| Data                                                                   | Città                                                                  | In casa                                                                | Risultato                                                              | Ospiti                                                                 | Competizione                                                           | Reti                                                                   | Note                                                                   |
| ---------------------------------------------------------------------- | ---------------------------------------------------------------------- | ---------------------------------------------------------------------- | ---------------------------------------------------------------------- | ---------------------------------------------------------------------- | ---------------------------------------------------------------------- | ---------------------------------------------------------------------- | ---------------------------------------------------------------------- |
| 9-10-2016                                                              | Monastir                                                               | Tunisia                                                                | 2 – 0                                                                  | Guinea                                                                 | Qual. Mondiali 2018                                                    | -                                                                      | 91’                                                                    |
| Totale                                                                 |                                                                        | Presenze                                                               | 1                                                                      |                                                                        | Reti                                                                   | 0                                                                      |                                                                        |